# 旭町 (草加市)
旭町（あさひちょう）は、埼玉県草加市の町名。現行行政地名は、旭町一丁目から旭町六丁目。郵便番号は340-0053。

## 地理
草加市西部の沖積平野に位置する。中央部を東西に東京外環自動車道が横断、南北に東武伊勢崎線（東武スカイツリーライン）が縦断する。東側を綾瀬川が流れる。

## 歴史
かつては九左衛門新田（くざえもんしんでん）であった。

### 沿革
- 1958年（昭和33年）11月1日 - 市制が施行され、同時に草加町大字九左衛門新田から旭町に町名変更[4][5]。
- 1970年（昭和45年）4月1日 - 第2次住居表示の実施により[6]、旭町から旭町一丁目から六丁目が成立[7]。

## 世帯数と人口
2017年（平成29年）10月1日現在の世帯数と人口は以下の通りである。
| 丁目       | 世帯数    | 人口    |
| ---------- | --------- | ------- |
| 旭町一丁目 | 91世帯    | 165人   |
| 旭町二丁目 | 703世帯   | 1,505人 |
| 旭町三丁目 | 723世帯   | 1,361人 |
| 旭町四丁目 | 671世帯   | 1,330人 |
| 旭町五丁目 | 913世帯   | 1,980人 |
| 旭町六丁目 | 1,074世帯 | 2,180人 |
| 計         | 4,175世帯 | 8,521人 |

## 小・中学校の学区
市立小・中学校に通う場合、学区は以下の通りとなる。
| 丁目       | 番地 | 小学校             | 中学校             |
| ---------- | ---- | ------------------ | ------------------ |
| 旭町一丁目 | 全域 | 草加市立新田小学校 | 草加市立新田中学校 |
| 旭町二丁目 | 全域 | 草加市立新田小学校 | 草加市立新田中学校 |
| 旭町三丁目 | 全域 | 草加市立新田小学校 | 草加市立新田中学校 |
| 旭町四丁目 | 全域 | 草加市立新田小学校 | 草加市立新田中学校 |
| 旭町五丁目 | 全域 | 草加市立新田小学校 | 草加市立新田中学校 |
| 旭町六丁目 | 全域 | 草加市立新田小学校 | 草加市立新田中学校 |

## 交通

### 鉄道
鉄道は町域内に無い。隣接する金明町に置かれた東武伊勢崎線（東武スカイツリーライン）新田駅からほど近い。

### 道路
- 東京外環自動車道
- 国道298号
- 埼玉県道161号越谷川口線
- 埼玉県道328号金明町鳩ヶ谷線
- さざん花通り
- わいわいロード

## 施設
- 草加市立新田小学校
- 草加市役所 新田サービスセンター
- 草加旭町郵便局
- 旭町団地
- 旭町公民館
- 旭天満宮